# Руши (Охајо)
Руши (енгл. Russia) град је у америчкој савезној држави Охајо.

## Демографија
По попису из 2010. године број становника је 640, што је 89 (16,2%) становника више него 2000. године.
| Група             | 2000.       | 2010.       |
| Белци             | 542 (98,4%) | 635 (99,2%) |
| Афроамериканци    | 0 (0,0%)    | 0 (0,0%)    |
| Азијати           | 1 (0,2%)    | 0 (0,0%)    |
| Хиспаноамериканци | 6 (1,1%)    | 1 (0,2%)    |
| Укупно            | 551         | 640         |